# 豊川義明
豊川 義明（とよかわ よしあき、1945年 - ）は、日本の弁護士。法学士（京都大学）。関西学院大学客員教授。元大学院司法研究科長。労働法学会、法社会学会に所属。

## 来歴・人物
大阪府立八尾高等学校、1969年、京都大学法学部を卒業。司法試験合格。
司法修習を経て、1971年、弁護士登録。朝日放送事件など多数の労働事件に訴訟代理人として関与した。
日本弁護士連合会労働法制委員会副委員長、大阪弁護士会副会長、日本弁護士連合会理事、日本弁護士連合会法曹養成問題委員会委員長、大阪弁護士会法科大学院設立・運営協力大阪センター委員長を歴任。
2004年から、関西学院大学大学院司法研究科（法科大学院）教授。2008年4月から、同研究科長（2010年3月まで）。労働法、専門職責任（法曹倫理）等を担当。2014年3月に同法科大学院教授を定年退官。2014年4月からも同法科大学院にて客員教授として労働法を担当。

## 著書
- 『ロースクール演習労働法　第2版』（共編、法学書院、2010年）
- 『ウォッチング労働法　第3版』（共著、有斐閣、2009年）
- 『プロブレムブック法曹の倫理と責任　第２版』（分担執筆、現代人文社、2007年）
- 『司法改革の最前線』（分担執筆、日本評論社、2002年）
- 『労使紛争と法』（共著、有斐閣、1995年）
- 『派遣労働の法律と実務』（共著、旬報社、1987年）
- 『事例で読む労働法実務辞典』（共著、旬報社、1998年）